# Banana (serie de televisión)
Banana es una serie de televisión británica creada por Russell T. Davies y trasmitida por E4 desde el 22 de enero de 2015. Se trata de la serie hermana de Cucumber de Channel 4 y de la serie-documental Tofu de 4oD. Banana es una serie enfocada en jóvenes LGBT de Mánchester, en la periferia de la narrativa de Cucumber. A diferencia de Cucumber, que es una serie autónoma que sigue la historia de un hombre gay, Banana es una serie antológica que se centra en un espectro más amplio de la comunidad LGBT. Cucumber, Banana y Tofu tienen nombres en el sentido de la escala de dureza de la erección, el plátano ("banana" en inglés) que simboliza la mitad de la escala, mientras que el tofu simbolizada el estado flácido y el pepino ("cucumber" en inglés) cuando está completamente erecto. En España la serie se emite en la plataforma en línea Filmin con subtítulos.

## Sinopsis
La serie ofrece una mirada intrigante y a menudo escandalosa de las vidas individuales, amores y desamores de una serie de personajes que se dejan entrever en Cucumber, en los que ahora se les da espacio para expandirse en sus propias historias. Los protagonistas de esta serie son Scotty, una joven lesbiana que persigue un amor no correspondido; Dean, de 19 años de edad, que tiene misteriosos secretos familiares y una tensión sexual con el enigmático hombre de Geordie; Sian que lucha por elegir entre su amante Violeta y su madre sobreprotectora Vanessa; Helen que es asediada por la atención no deseada de un ex; y el estudiante de derecho Josh que vuelve a casa para reencontrase con su amigo de la infancia y la vida que dejó atrás.

## Temporadas
| Temporada | Temporada | Episodios | Estreno             | Final               | Lanzamiento en DVD  |
| --------- | --------- | --------- | ------------------- | ------------------- | ------------------- |
|           | 1         | 8         | 22 de enero de 2015 | 12 de marzo de 2015 | 16 de marzo de 2015 |

### Primera temporada
| N.º en serie | N.º en temp. | Título       | Personaje(s) central(es)                            | Dirigido por | Escrito por      | Fecha de emisión original |
| ------------ | ------------ | ------------ | --------------------------------------------------- | ------------ | ---------------- | ------------------------- |
| 1            | 1            | «Episodio 1» | Dean (Fisayo Akinade)                               | Lewis Arnold | Russell T Davies | 22 de enero de 2015       |
| 2            | 2            | «Episodio 2» | Scotty (Letitia Wright)                             | Lewis Arnold | Russell T Davies | 29 de enero de 2015       |
| 3            | 3            | «Episodio 3» | Sian y Violet (Georgia Henshaw y Hannah John-Kamen) | Lewis Arnold | Sue Perkins      | 5 de febrero de 2015      |
| 4            | 4            | «Episodio 4» | Helen (Bethany Black)                               | Lewis Arnold | Charlie Covell   | 12 de febrero de 2015     |
| 5            | 5            | «Episodio 5» | Josh y Sophie (Luke Newberry y Chloe Harris)        | Luke Snellin | Matthew Barry    | 19 de febrero de 2015     |
| 6            | 6            | «Episodio 6» | Amy (Charlie Covell)                                | Al Mackay    | Charlie Covell   | 26 de febrero de 2015     |
| 7            | 7            | «Episodio 7» | Aiden y Frank (Dino Fetscher y Alex Frost)          | Luke Snellin | Lee Warburton    | 5 de marzo de 2015        |
| 8            | 8            | «Episodio 8» | Vanessa y Zara (Lynn Hunter y Nikki Fagbemi)        | Al Mackay    | Russell T Davies | 12 de marzo de 2015       |